# Iosco County
Iosco County ist ein County im Bundesstaat Michigan der Vereinigten Staaten. Der Verwaltungssitz (County Seat) ist Tawas City. Das U.S. Census Bureau hat bei der Volkszählung 2020 eine Einwohnerzahl von 25.237 ermittelt.

## Geographie
Das County liegt im Nordosten der Unteren Halbinsel von Michigan, grenzt im Osten an den Lake Huron, einem der 5 großen Seen, und hat eine Fläche von 4897 Quadratkilometern, wovon 3475 Quadratkilometer Wasserfläche sind. Es grenzt im Uhrzeigersinn an folgende Countys: Arenac County, Ogemaw County und Alcona County.

## Geschichte
Iosco County wurde 1840 als Original County aus freiem Territorium gebildet. Bis 1843 war sein Name Kanotin County. Benannt wurde es von Henry Schoolcraft nach einem Wort aus der indianischen Sprache.
Vier Bauwerke und Stätten des Countys sind im National Register of Historic Places eingetragen (Stand 25. November 2017).

## Demografische Daten

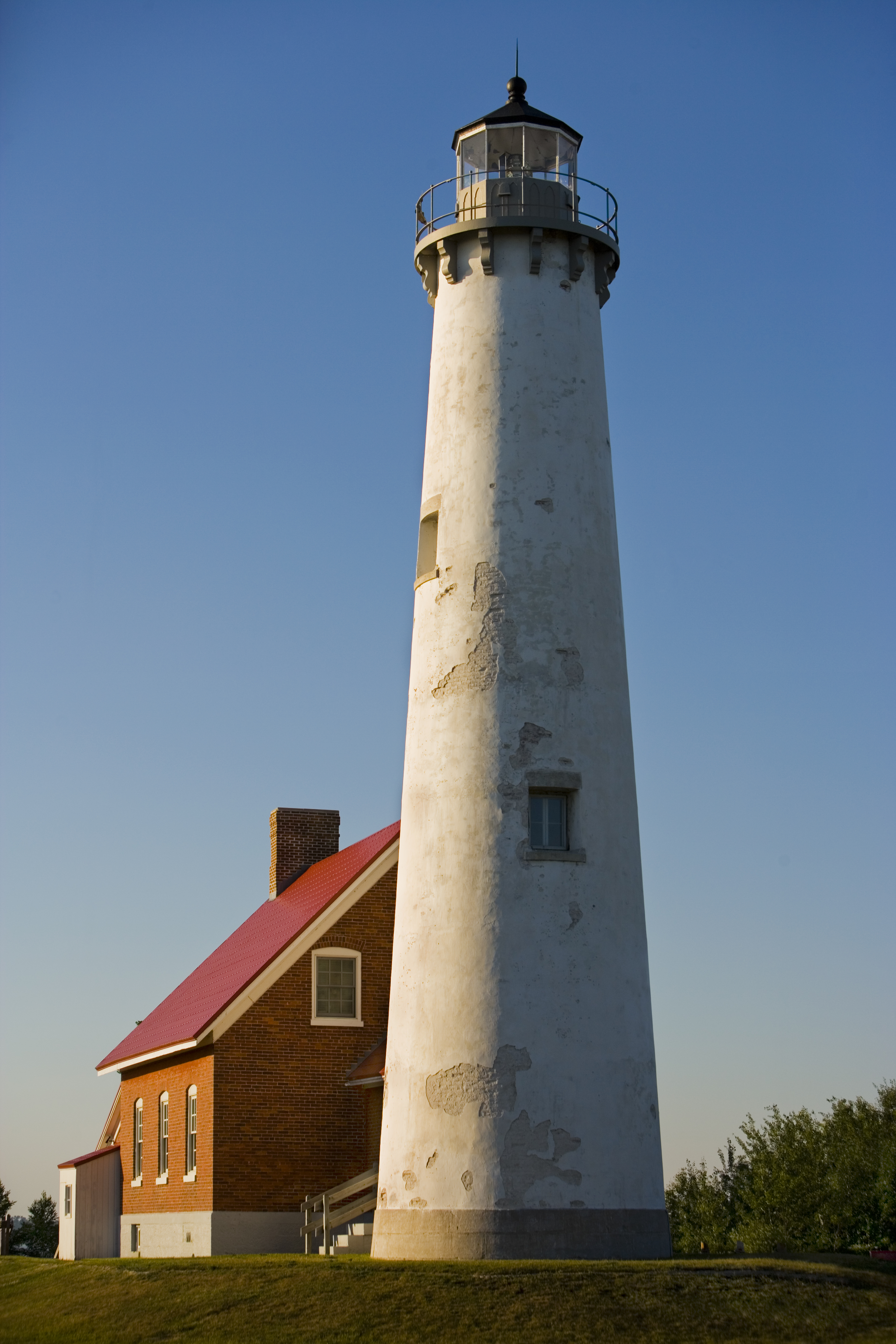
Tawas Point Lighthouse, gelistet im NRHP

Nach der Volkszählung im Jahr 2000 lebten im Iosco County 27.339 Menschen in 11.727 Haushalten und 7.857 Familien. Die Bevölkerungsdichte betrug 19 Einwohner pro Quadratkilometer. Ethnisch betrachtet setzte sich die Bevölkerung zusammen aus 96,92 Prozent Weißen, 0,41 Prozent Afroamerikanern, 0,66 Prozent amerikanischen Ureinwohnern, 0,46 Prozent Asiaten, 0,05 Prozent Bewohnern aus dem pazifischen Inselraum und 0,23 Prozent aus anderen ethnischen Gruppen; 1,27 Prozent stammten von zwei oder mehr Ethnien ab. 0,98 Prozent der Bevölkerung waren spanischer oder lateinamerikanischer Abstammung.
Von den 11.727 Haushalten hatten 24,9 Prozent Kinder unter 18 Jahren, die bei ihnen lebten. 55,2 Prozent waren verheiratete, zusammenlebende Paare, 8,4 Prozent waren allein erziehende Mütter und 33,0 Prozent waren keine Familien. 28,6 Prozent waren Singlehaushalte und in 14,0 Prozent lebten Menschen im Alter von 65 Jahren oder darüber. Die Durchschnittshaushaltsgröße betrug 2,30 und die durchschnittliche Familiengröße lag bei 2,79 Personen.
22,4 Prozent der Bevölkerung waren unter 18 Jahre alt. 5,4 Prozent zwischen 18 und 24 Jahre, 23,4 Prozent zwischen 25 und 44 Jahre, 27,3 Prozent zwischen 45 und 64 Jahre und 21,6 Prozent waren 65 Jahre oder älter. Das Durchschnittsalter betrug 44 Jahre. Auf 100 weibliche Personen kamen 96,3 männliche Personen. Auf 100 Frauen im Alter von 18 Jahren und darüber kamen statistisch 93,6 Männer.
Das jährliche Durchschnittseinkommen eines Haushalts betrug 31.321 USD, das Durchschnittseinkommen einer Familie 37.452 USD. Männer hatten ein Durchschnittseinkommen von 30.338 USD, Frauen 21.149 USD. Das Prokopfeinkommen betrug 17.115 USD. 9,5 Prozent der Familien und 12,7 Prozent der Bevölkerung lebten unterhalb der Armutsgrenze.

## Orte im County
- Alabaster
- Alabaster Junction
- Anderson Bayview
- Au Sable
- Benson Park
- Cedar Haven
- Clark Bayshore
- East Tawas
- Foote Site Village
- Hale
- Huron Oaks
- Hyde Park
- Lake Huron Beach
- Lincoln Junction
- Long Lake
- McIvor
- National City
- Oak Wood Shores
- Oscoda
- Sand Lake
- Tawas City
- The Jackpines
- Turtle
- White Rock
- Whittemore
- Wilber

Townships
- Alabaster Township
- Au Sable Charter Township
- Baldwin Township
- Burleigh Township
- Grant Township
- Oscoda Charter Township
- Plainfield Charter Township
- Reno Township
- Sheridan Township
- Tawas Township
- Wilber Township